# Roman Balajan
Roman Balajan (født 15. april 1941 i Ashagy Oratag i Sovjetunionen) er en sovjetisk filminstruktør.

## Filmografi
- Birjuk (Бирю́к, 1978)[1][2]
- Poljoty vo sne i najavu (Полёты во сне и наяву, 1983)
- Khrani menja, moj talisman (Храни меня, мой талисман, 1986)
- Filjor (Филёр, 1987)